# Lake Carmel
Lake Carmel – jednostka osadnicza w Stanach Zjednoczonych, w stanie Nowy Jork, w hrabstwie Putnam.